# I Don't Like It, I Love It
Singles de Flo Rida
G.D.F.R.
(2014) Tonight Belongs to U!
(2015)
Singles par Robin Thicke
Get Her Back
(2014)
I Don't Like It, I Love It est une chanson du rappeur américain Flo Rida extrait de l'EP My House (2015). Robin Thicke et Verdine White, bassiste du groupe Earth, Wind & Fire sont invités sur la chanson.

## Classements
| Classement (2015)                       | Meilleure position |
| --------------------------------------- | ------------------ |
| Allemagne (Media Control AG)            | 48                 |
| Australie (ARIA)                        | 17                 |
| Belgique (Flandre Ultratop 50 Singles)  | 22                 |
| Belgique (Wallonie Ultratop 50 Singles) | 44                 |
| Canada (Hot 100)                        | 71                 |
| Danemark (Tracklisten)                  | 17                 |
| Écosse (OCC)                            | 4                  |
| Espagne (PROMUSICAE)                    | 24                 |
| États-Unis (Hot 100)                    | 43                 |
| États-Unis (Pop Airplay)                | 38                 |
| France (SNEP)                           | 51                 |
| Irlande (IRMA)                          | 24                 |
| Italie (FIMI)                           | 31                 |
| Norvège (VG-lista)                      | 25                 |
| Nouvelle-Zélande (RMNZ)                 | 15                 |
| Pays-Bas (Nederlandse Top 40)           | 18                 |
| Pays-Bas (Single Top 100)               | 27                 |
| Tchéquie (IFPI Rádio)                   | 52                 |
| Royaume-Uni (UK Singles Chart)          | 7                  |
| Suède (Sverigetopplistan)               | 33                 |
| Suisse (Schweizer Hitparade)            | 25                 |

### Certifications
| Pays                     | Certifications |
| ------------------------ | -------------- |
| Australie (ARIA)         | Platine        |
| Espagne (PROMUSICAE)     | Platine        |
| Italie (FIMI)            | Or             |
| Nouvelle-Zélande (RIANZ) | Platine        |
| Royaume-Uni (BPI)        | Argent         |